# (32625) 2001 RZ45
2001 RZ45 (asteroide 32625) é um asteroide da cintura principal. Possui uma excentricidade de 0.03379040 e uma inclinação de 2.86420º.
Este asteroide foi descoberto no dia 15 de setembro de 2001 por Jaime Nomen em Ametlla de Mar.